# Climacium longirostre
Climacium longirostre là một loài rêu trong họ Climaciaceae. Loài này được Hook. Brid. mô tả khoa học đầu tiên năm 1827.